# 9번째 날
9번째 날(Der Neunte Tag, The Ninth Day)은 독일에서 제작된 폴커 슐렌도르프 감독의 2004년 전쟁, 드라마 영화이다. 울리히 마트데스 등이 주연으로 출연하였다.

## 출연

### 주연
- 울리히 마트데스
- 오거스트 딜

### 조연
- 힐머 다트
- 비비아나 베글라우

## 제작진
- Line PD: 장-클로드 쉬림